# Lushan, Jiujiang
Lushan, tidigare känt som Kuling, är ett distrikt i Jiujiangs stad på prefekturnivå i Jiangxi-provinsen i sydöstra  Kina. Det ligger omkring 110 kilometer norr om provinshuvudstaden Nanchang.
Området har en lång historia som en inhemsk och utländsk turisttattraktion och det 1 474 meter höga berget Lushan är beläget i distriktet, liksom Lushan nationalpark. Området har en betydande bebyggelse i västerländsk stil.

## Historia
Området grundades som en kurort av den brittiske affärsmannen Edward Selby Little 1895, då han lyckades förvärva tomtmarken kring Lushan-berget som han sedan sålde sedan vidare i form av 130 tomter till europeiska och amerikanska affärsmän och diplomater som försökte fly sommarhettan i Shanghai och andra hamnstäder öppna för utlänningar. Little gav området namnet "Kuling", vilket var en ordlek som anspelade på ordet "cooling" och namnet på Lushan-bergets topp, Guling 牯岭.
Området fick en egen utländsk administration, The Kuling Council, och ett stort antal villor i västerländsk still byggdes. Den Svenska skolan i Kina var under en tid förlagd i Kuling. Många framstående västerlänningar i Kina tillbringade sommaren i Lushan och den brittiske författaren Mervyn Peake föddes i staden 1911.
I samband med att Kina enades i slutet på 1920-talet utsattes Kuling Council för påtryckningar att lämna över distriktet till kinesisk administration, vilket också skedde kring årsskiftet 1935-36.

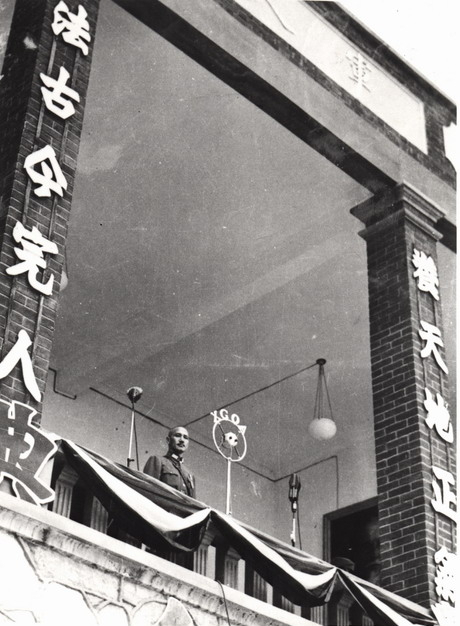
Chiang Kai-shek håller tal i Lushan vid utbrottet av det andra kinesisk-japanska kriget 1937.

Under 1930-talet blev orten en populär tillflyktsort för ledarna i Kuomintang och den Nationella revolutionära armén använde också området för utbildning och exercis. Chiang Kai-shek tillbringade ofta somrarna i Lushan och det var här som han tog emot den amerikanske generalen George C. Marshall 1946 för att diskutera Kinas roll efter det andra världskriget.
Efter kommunisternas seger i inbördeskriget 1949 tog Lushan över av partieliten och användes ofta som mötesplats för Centralkommittén i Kinas kommunistiska parti. I juli 1959 höll centralkommittén en konferens i Lushan där bland annat Peng Dehuai kritiserade det Stora språnget som ett allvarligt misstag, vilket ledde till att Mao Zedong avsatte honom som försvarsminister.
Under Kulturrevolutionen blev Lushan skådeplats för en annan partistrid under den nionde centralkommitténs andra plenarsession 1970, då Mao utsatte sin tidigare gunstling Chen Boda för hård kritik och avsattes honom från alla sina poster. Detta blev upptakten till den händelsekedja som skulle leda till Lin Biaos fall följande år.